# جامعة سان ماركوس الوطنية

شعار جامعة سان ماركوس الوطنية

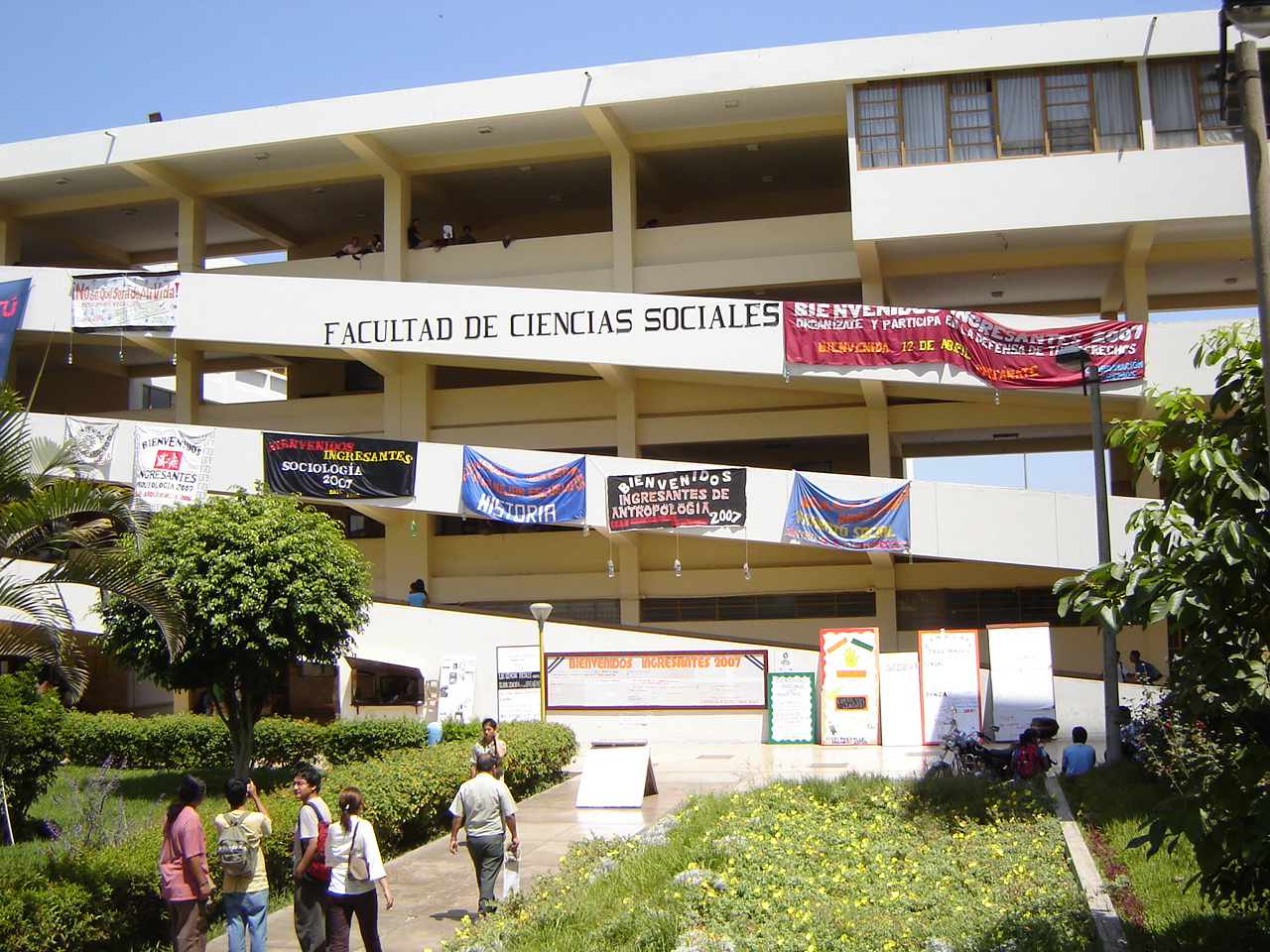
كلية العلوم الاجتماعية بجامعة سان ماركوس الوطنية

 جامعة سان ماركوس الوطنية (بالإسبانية:Universidad Nacional Mayor de San Marcos) هي جامعة مستقلة في ليما (البيرو)، تم إنشائها في 12 مايو عام 1551 بطلب من شارل الخامس، وبذلك فهي تعتبر حتى اليوم، أقدم جامعة في القارة الأمريكية.